# Menachem Sawidor
Menachem Sawidor (hebr.: מנחם סבידור, ang.: Menachem Savidor, ur. 20 sierpnia 1917 w Bachmucie, zm. 2 listopada 1988) – izraelski wojskowy, urzędnik państwowy i polityk, w latach 1954–1964 dyrektor generalny Rakewet Jisra’el, w latach 1977–1984 poseł do Knesetu, w latach 1981–1984 jego przewodniczący.

## Życiorys
Urodził się jako Menachem Chodorowski 20 sierpnia 1917 w Bachmucie w ówczesnym Imperium Rosyjskim. W 1922 jego rodzina przeniosła się do Białegostoku. Do szkoły średniej uczęszczał w Polsce, ukończył studia na Uniwersytecie Wileńskim.
W 1941 mieszkał w Japonii, w tym samym roku wyemigrował do Palestyny. W latach 1941–1946 służył w British Army, a w latach 1948–1953 w Siłach Obronnych Izraela, wojsko opuścił w stopniu podpułkownika. Od 1953 był członkiem partii Ogólnych Syjonistów, a po jej zjednoczeniu z Partią Progresywną – Partią Liberalną. 

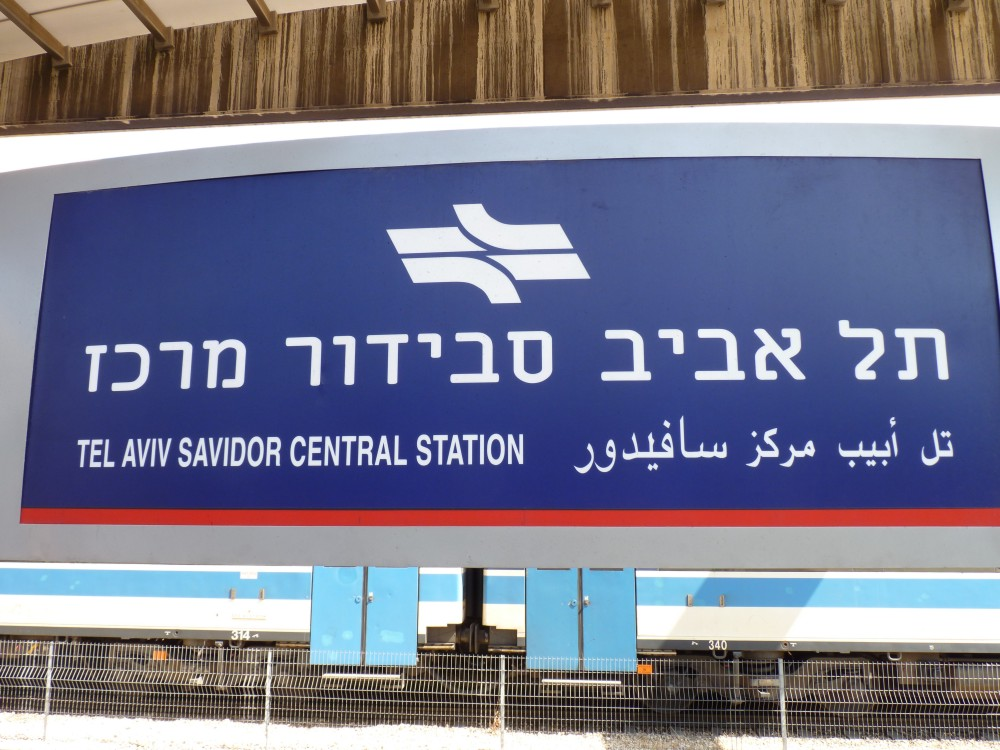
Tablica przy wejściu na Tel Awiw Gł. im. Sawidora

W 1953 był zastępcą dyrektora w Ministerstwie Transportu. W latach 1954–1964 był dyrektorem generalnym Rakewet Jisra’el (izraelskich kolei). Dworzec Główny w Tel Awiwie nosi jego imię.
W wyborach w 1977 został wybrany posłem z listy Likudu. W dziewiątym Knesecie przewodniczył czterem podkomisjom i zasiadał w komisjach spraw gospodarczych; budownictwa; finansów; absorpcji imigrantów; spraw zagranicznych i obrony; konstytucyjnej, prawa i sprawiedliwości; edukacji i kultury oraz zatwierdzania sędziów sądów rabinackich. W wyborach w 1981 uzyskał reelekcję. Był przewodniczącym (spikerem) dziesiątego Knesetu. W wyborach w 1984 utracił miejsce w parlamencie.
Zmarł 2 listopada 1988.